# Baureihe 76
Baureihe 76 – niemiecka lokomotywa parowa wyprodukowana w 1909 roku. Zostały wyprodukowane w liczbie 12 sztuk. Były używane do prowadzenia pociągów osobowych.